# Косарев, Александр Борисович (режиссёр)
Алекса́ндр Бори́сович Ко́сарев (15 марта 1944, Москва, СССР — 19 января 2013, там же, Россия) — советский, российский кинорежиссёр, сценарист, актёр и поэт-песенник. Заслуженный деятель искусств Дагестанской АССР (1976). Автор слов песен Юрия Антонова «О тебе и обо мне», «Хмельная сирень», «А где-то…», «Долгожданный самолёт», автор слов песни Александра Серова «Как быть» («А может, ночь не торопить и всё сначала повторить»).

## Биография
Родился 15 марта 1944 года в Москве. Отец — известный советский фотограф, официальный фотограф Правительства СССР Борис Косарев.
В 1965 году окончил Театральное училище имени Щепкина, актёрский факультет (объединённый курс ГИТИСа и ВТУ — педагоги В. И. Цыганков и Л. А. Волков).
Учился на одном курсе с Инной Чуриковой, Тамарой Дегтярёвой, вместе с ними прослушивался в Московский ТЮЗ, куда и поступил на службу по окончании училища.

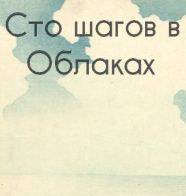

Первую практику в кино Косарев прошёл у народного артиста Советского Союза Григория Александрова на съёмочной площадке фильма «Скворец и Лира». В 1973 году окончил режиссёрский факультет ВГИКа (мастерская Игоря Таланкина). Дипломный фильм Александра Косарева «Сто шагов в облаках» поразил Сергея Бондарчука, который случайно оказался в студии на перезаписи музыки к фильму: «Прежде я знал, лишь один фильм о рабочем классе — „Высота“ Зархи… Сегодня я увидел второй фильм». Бондарчук привёл талантливого дебютанта в 1-е творческое объединение «Мосфильма» к директору Н. Т. Сизову со словами: «Вот человек, который сделает Большое кино».
После окончания ВГИКа Александр Косарев снимает фильмы, придавая большое значение сценариям и являясь соавтором многих из них. Косарев ценил профессионализм в работе, работал практически всегда с одной и той же съемочной группой операторов, осветителей, гримёров.
Ряд актёров снимались у Александра Косарева в нескольких фильмах, в том числе Петр Вельяминов, Иван Лапиков, Роман Филиппов, Юрий Соломин, Даниил Нетребин, Михаил Глузский, Ирина Короткова.
Большое значение режиссёр придавал музыке, звучавшей в его фильмах. Александр Косарев работал с такими композиторами, как Алексей Рыбников, Игорь Крутой, Юрий Антонов. В ряде фильмов прозвучали песни, написанные на стихи Александра Косарева.
В 1997 году Александр Косарев перенёс инсульт, после которого вернуться в профессию уже не смог. Умер режиссёр на 69-м году жизни 19 января 2013 года в Москве. Похоронен в Москве на Даниловском кладбище.

## Семья
- Отец — Борис Максимович Косарев, (1911—1989) — фотограф, фотожурналист.
- Мать — Нина Павловна Косарева, (1916—2012) — учитель биологии и химии.
- Жена — Ирина Юрьевна Короткова, (род. 25 августа 1947) — актриса.
- Дочь — Мария Александровна Косарева

## Творчество

### Фильмография

#### Роли в кино
1. 1989 — Сувенир для прокурора — Фадей Фадеевич
2. 1991 — Хищники — Сергей Сергеевич Гай, директор заповедника
3. 1993 — Заложники «Дьявола» — Игорь Андреевич Чикуров, советник юстиции, старший следователь по особо важным делам при прокуроре РСФСР / помощник районного прокурора Московской области

#### Режиссёрские работы
1. 1971 — Лестница (короткометражный)
2. 1973 — Сто шагов в облаках — дипломная работа (короткометражный)
3. 1974 — Мой «Жигулёнок» (короткометражный)
4. 1975 — Когда дрожит земля
5. 1977 — Ночь над Чили
6. 1980 — Желаю успеха
7. 1982 — Срочно… Секретно… Губчека (также автор текстов песни)
8. 1984 — Прежде, чем расстаться (также автор текстов песен)
9. 1989 — Сувенир для прокурора (также автор текстов песен)
10. 1991 — Хищники (также автор текстов песен)
11. 1993 — Заложники «Дьявола»

#### Сценарии
1. 1984 — Прежде, чем расстаться
2. 1989 — Сувенир для прокурора
3. 1991 — Хищники
4. 1993 — Заложники «Дьявола»

### Поэзия
Песни в сотрудничестве
- с Юрием Антоновым (в его исполнении):
  - «О тебе и обо мне» (в фильме «Прежде, чем расстаться»)
  - «Хмельная сирень» (в фильме «Хищники»)
  - «А где-то…» (в фильме «Прежде, чем расстаться»)
  - «Долгожданный самолёт» (в фильме «Прежде, чем расстаться»)
  - «Влюблённый чудак», в исполнении Екатерины Семеновой из к/ф «Хищники».
- с Игорем Крутым для фильма «Сувенир для прокурора»:
  - «День любви» (впервые прозвучала в фильме, в исполнении Игоря Талькова)
  - «Четыре брата» (впервые прозвучала в фильме, в исполнении певицы Ларисы Долиной)
  - «Миг удачи» (впервые прозвучала в фильме, в исполнении певца Александра Серова)
  - «Как быть» / «А может, ночь не торопить и все сначала повторить» (впервые прозвучала в фильме, в исполнении певца Александра Серова)

### Пьесы
- «Веселый торт» (Московский театр кукол)
- «Гуси-Лебеди» (Московский театр кукол)

### Короткометражные фильмы

#### «Лестница» (1971)
Короткометражный фильм 1971 года, учебная работа во ВГИКе. Сюжет: простая история возвращения.
В ролях:
- Анатолий Быстров
- Мария Зорина

Съёмочная группа:
- Режиссёрская работа — Александр Косарев (кафедра кинорежиссуры, мастерская Игоря Таланкина, педагоги Эмилия Кирилловна Кравченко, В. Т. Романова)
- Операторская работа — Борис Кустов (кафедра кинооператорского мастерства, мастерская Л. В. Косматова, мастер-руководитель В. А. Гинзбург)
- Директор фильма — Т. Австриевская

#### «Сто шагов в облаках» (1973)
Короткометражный фильм 1973 года, дипломная работа во ВГИКе. Сюжет: после демобилизации Василий с друзьями приезжает на ударную стройку ГЭС, руководит бригадой высотных монтажников жуликоватый Санька Прохоров. Василий вступает с ним в конфликт.
В ролях:
- Михаил Глузский — прораб, Митрошин
- Борис Руднев — Василий
- Герман Качин — бригадир, Сенька Прохоров
- Ирина Короткова — девушка-оператор
- Александр Лебедев — рабочий

Съёмочная группа:
- Режиссёр — Александр Косарев
- Автор сценария — Анатолий Безуглов
- Оператор-постановщик — Игорь Богданов
- Художник-постановщик — Василий Голиков
- Композитор — Алексей Рыбников
- Песня в фильме — в исполнении Валентина Никулина на стихи А. Алшутова

#### «Мой жигулёнок» (1974)
Сатирический фильм о том, что может произойти с автолюбителем, если он обратится к частным услугам «мастеров» и всякого рода любителям подзаработать. Фильм снят по заказу УГАИ МВД СССР.
В ролях:
- Георгий Вицин — дядя Женя
- Галина Микеладзе — клиентка

В эпизодах (не указаны в титрах):
- Анатолий Обухов — напарник дяди Жени
- Борис Руднев — ГАИшник
- Георгий Георгиу — владелец иномарки

Съёмочная группа:
- Режиссёр — Александр Косарев
- Автор сценария — Тихон Непомнящий
- Оператор — В. Масевич
- Художник — Василий Голиков

На стекле грузовика дяди Жени фотографии Юрия Никулина — в роли Балбеса (вырезка из журнала) и фотооткрытка «Актёры советского кино», которые в советское время продавались в киосках «Союзпечать».

## Награды
- Заслуженный деятель искусств Дагестанской АССР (1976) — за фильм «Когда дрожит земля» (1975)
- Специальный приз Московского международного кинофестиваля за фильм «Ночь над Чили» (1977)